# Stern John
Stern John (født 30. oktober 1976) er en tidligere fodboldspiller fra Trinidad og Tobago. Han har spillet for mange klubber, men der hvor han har haft mest succes personligt er to sæsoner i Columbus Crew, hvor han scorede 44 mål i 55 kampe. Han spillede også for Nottingham Forest, Birmingham City F.C., Coventry City F.C., Sunderland A.F.C., Southampton F.C., Crystal Palace og Ipswich. 
Han er 1,80 høj og vejer 83 kg. Han var med på det hold, som førte Trinidad og Tobago til VM 2006 og spillede også ved verdensmesterskaberne. Han startede karrieren i Malta Carib Alcons. Han har spillet 109 kampe for Trinidad og Tobago og scoret 69 mål siden 1995 og er dermed den mest scorende på Trinidad og Tobagos landshold.